# Sint-Joriskerk (Hoedekenskerke)
De Sint-Joriskerk is een protestantse kerk van de Nederlandse Hervormde Kerk  in Hoedekenskerke in de provincie Zeeland.

## Geschiedenis
Een eerste kerk werd waarschijnlijk gebouwd kort na 1280 toen de parochie gesticht werd. Aan de hand van opgravingen werd vastgesteld dat de oorspronkelijke kerk veel groter was dan de oorspronkelijke. De huidige kerk werd gebouwd in de gotische bouwstijl, rond 1420-1430. Het 15e-eeuws kerkgebouw werd gewijd aan Gregorius (of Joris). Na de instorting van het schip en de toren in 1782 werden deze niet meer heropgebouwd en de bakstenen hergebruikt voor de muur van het kleinere koor waarbovenop een dakruiter werd aangebracht.
Tijdens de Slag om de Schelde in de Tweede Wereldoorlog liep de kerk zware schade op. Onder meer de dakruiter, door de Duitse bezetter als uitkijktoren gebruikt, werd door de Engelsen vrijwel geheel weggeschoten. In 1948-1949 werd de zwaar beschadigde kerk gerestaureerd onder toezicht van monumentenzorg. De oorspronkelijke kleuren van het gewelf werden terug aangebracht en de donkerbruine banken kregen een groene kleur.

## Interieur
Het kerkgebouw heeft een houten tongewelf met beschilderde ribben en het veelhoekig gesloten koorgedeelte is het enige overgebleven uit de 15e eeuw. In de kerk bevinden zich een kansel uit de eerste helft van de 17e eeuw en 27 grafstenen waarvan de oudste elf stuks dateren van voor 1500. Een aantal van deze grafzerken zijn afkomstig uit andere kerken, onder andere van Bakendorpe, Vinninghen en Ostende. In een van de graven ligt Willem de Vriese van Ostende die in 1444 ambachtsheer van Hoedekenskerke was en een aantal zijn van de vroegere pastoren, te herkennen aan de afbeelding van een miskelk op de grafsteen.
Het kerkorgel is een eenklaviers mechanisch pijporgel dat omstreeks 1900 werd gebouwd door de firma Dekker uit Goes met gebruikmaking van het oorspronkelijk binnenwerk van orgelbouwer Proper uit Kampen uit einde 19e eeuw. In 1969 werd het orgel grondig gerestaureerd door de firma A.Nijsse en Zonen en in 1981 werd een nieuwe windmachine geplaatst.

## Fotogalerij

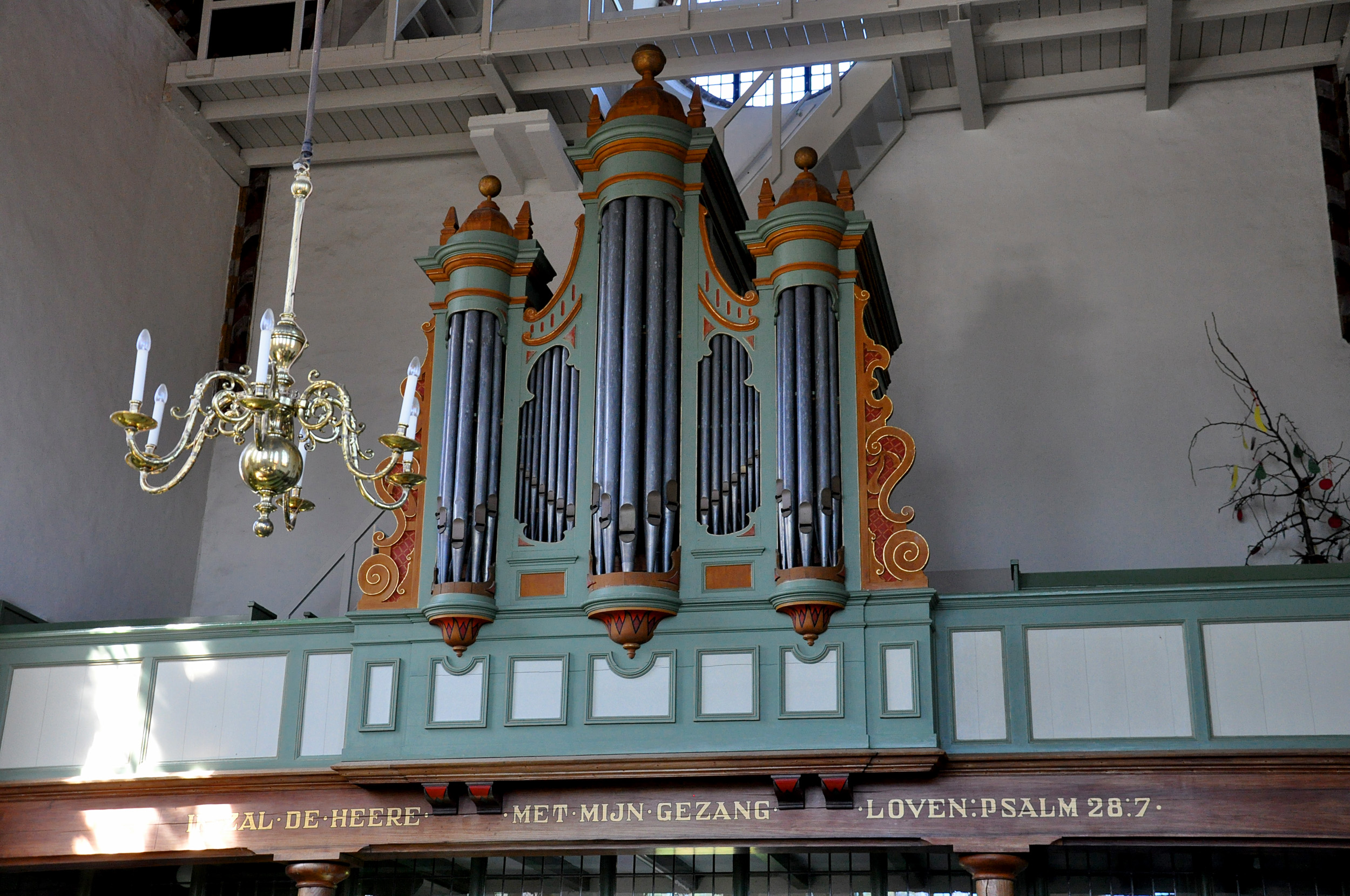
Kerkorgel
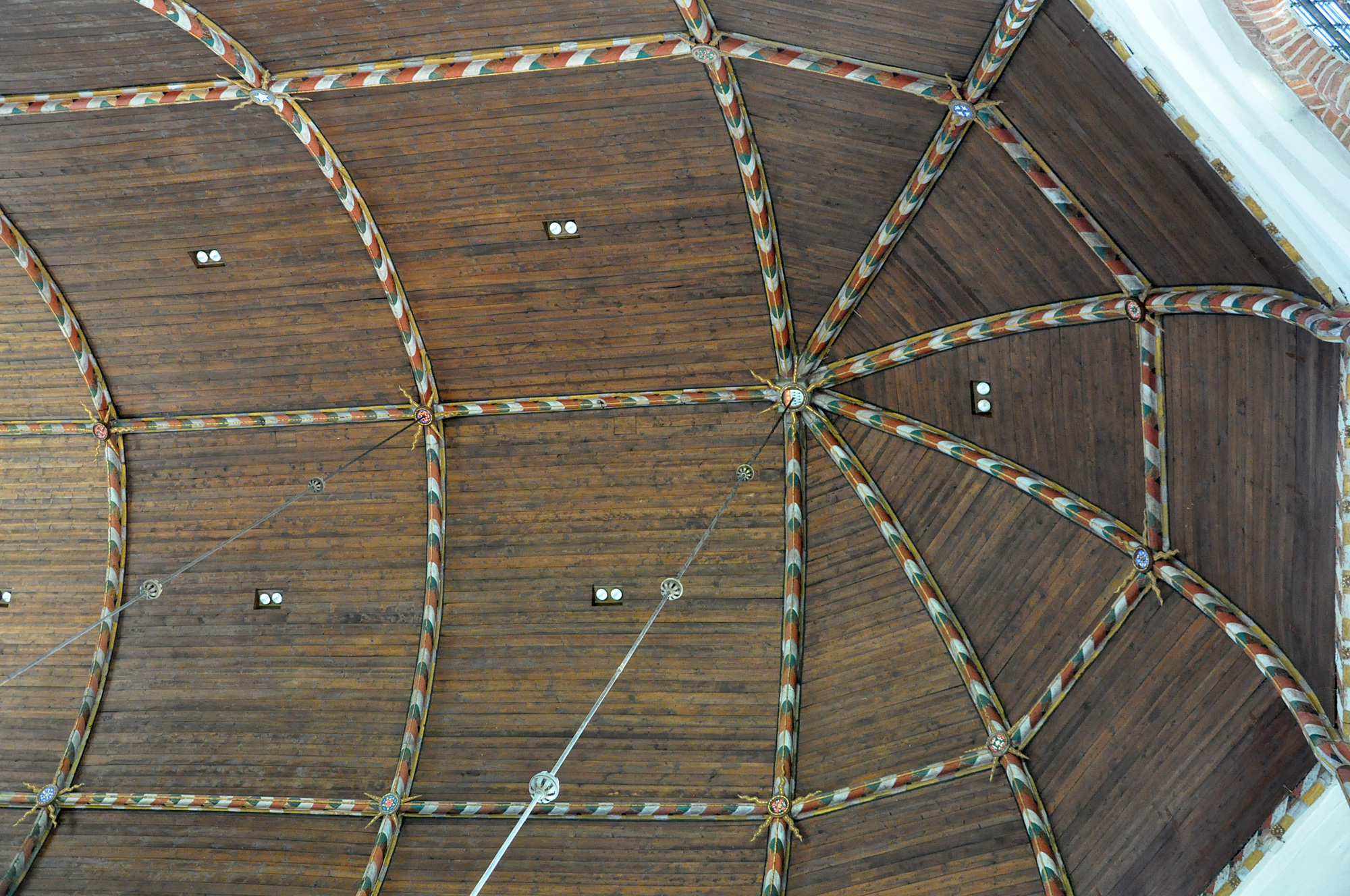
Houten tongewelf
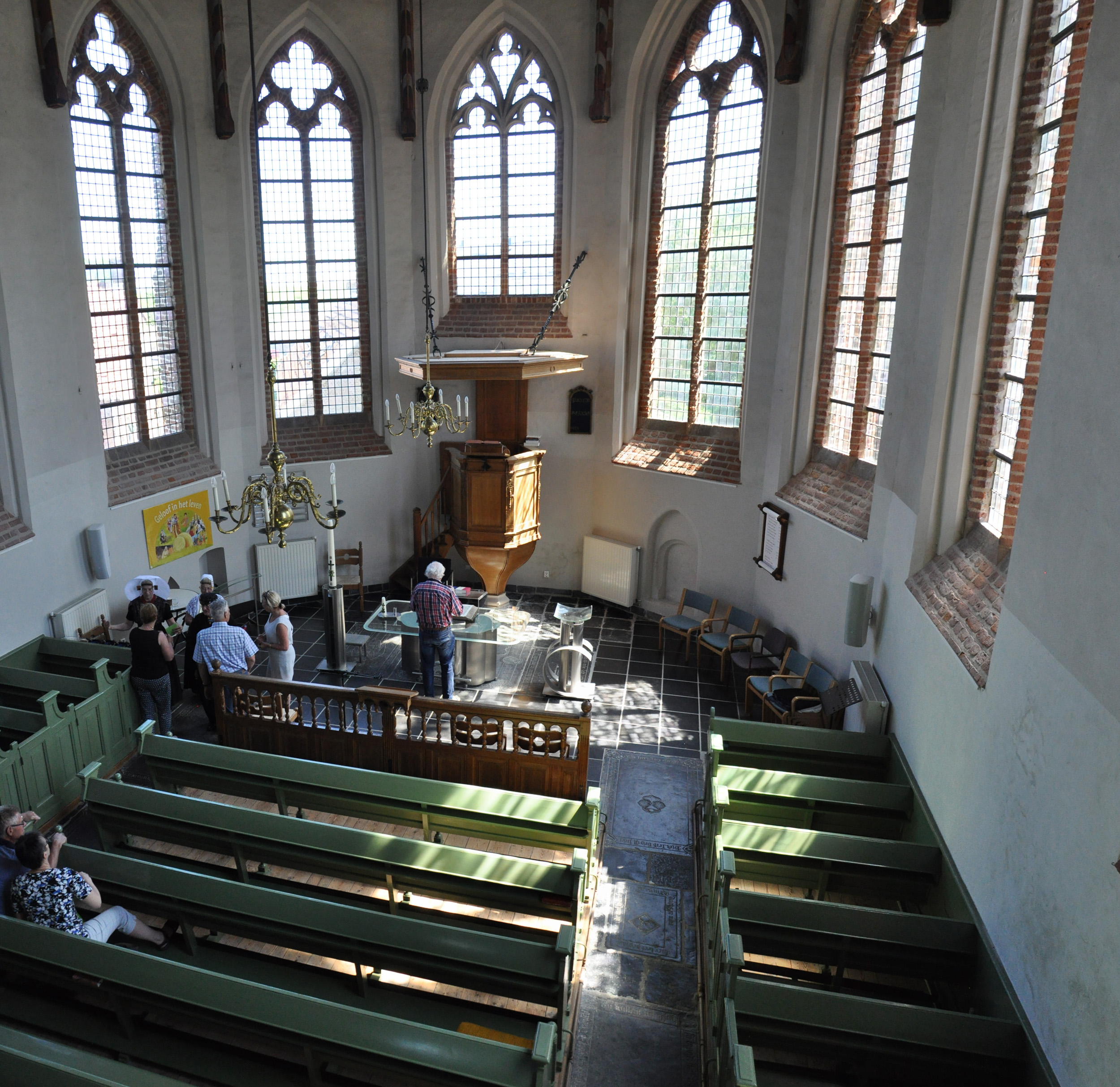
Interieur
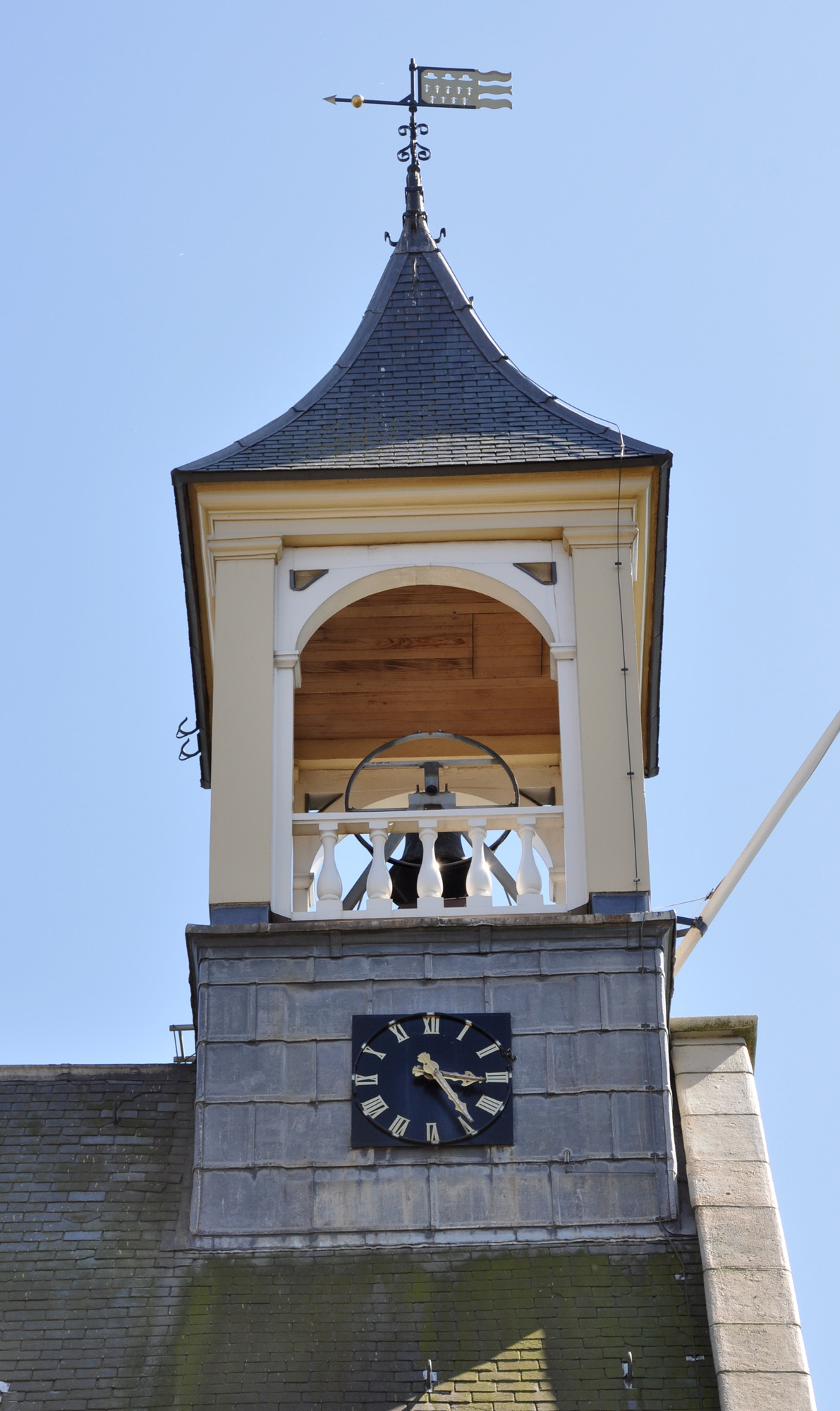
Kerktoren
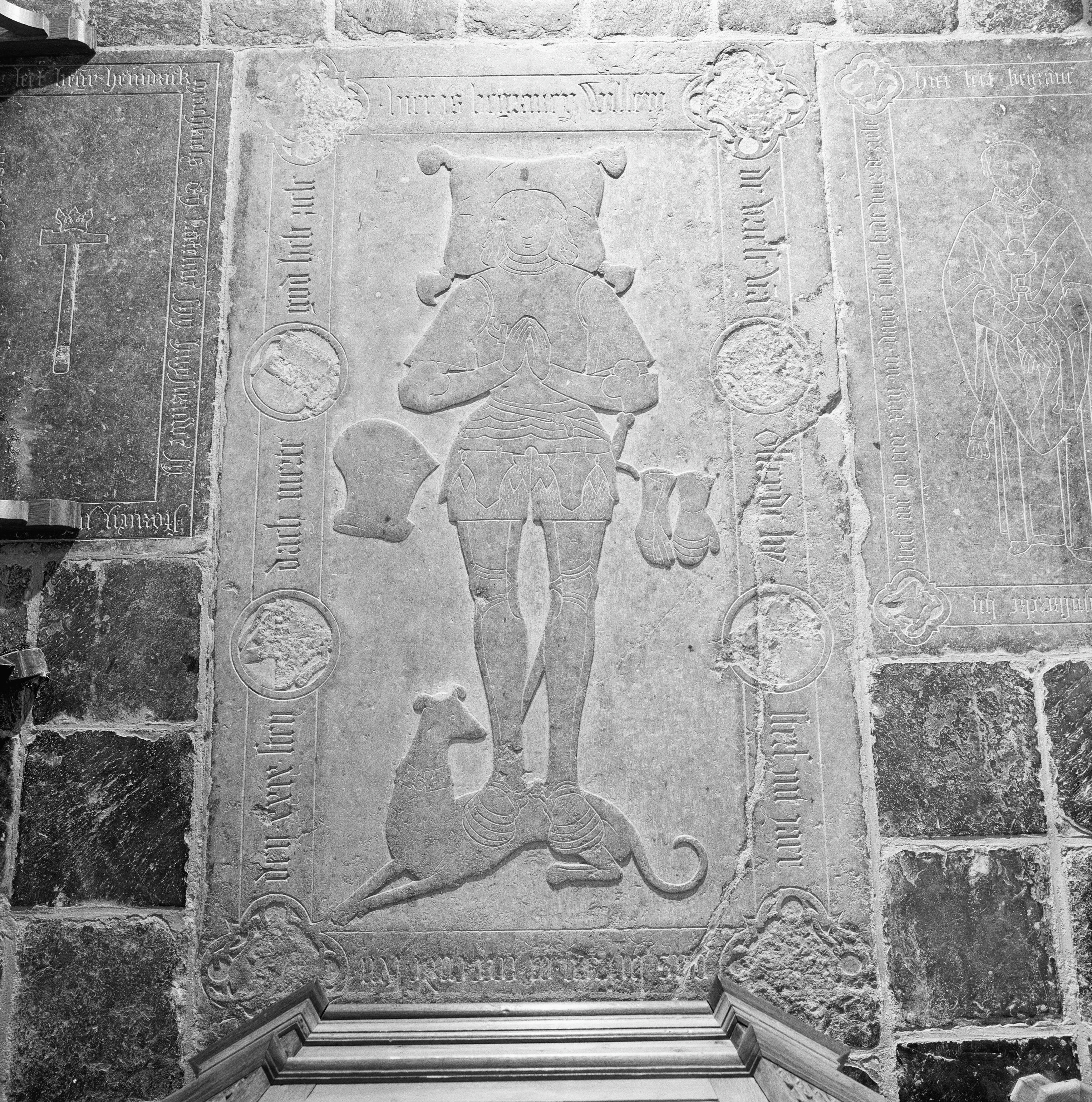
Grafzerk Willem de Vriese van Ostende (1462)
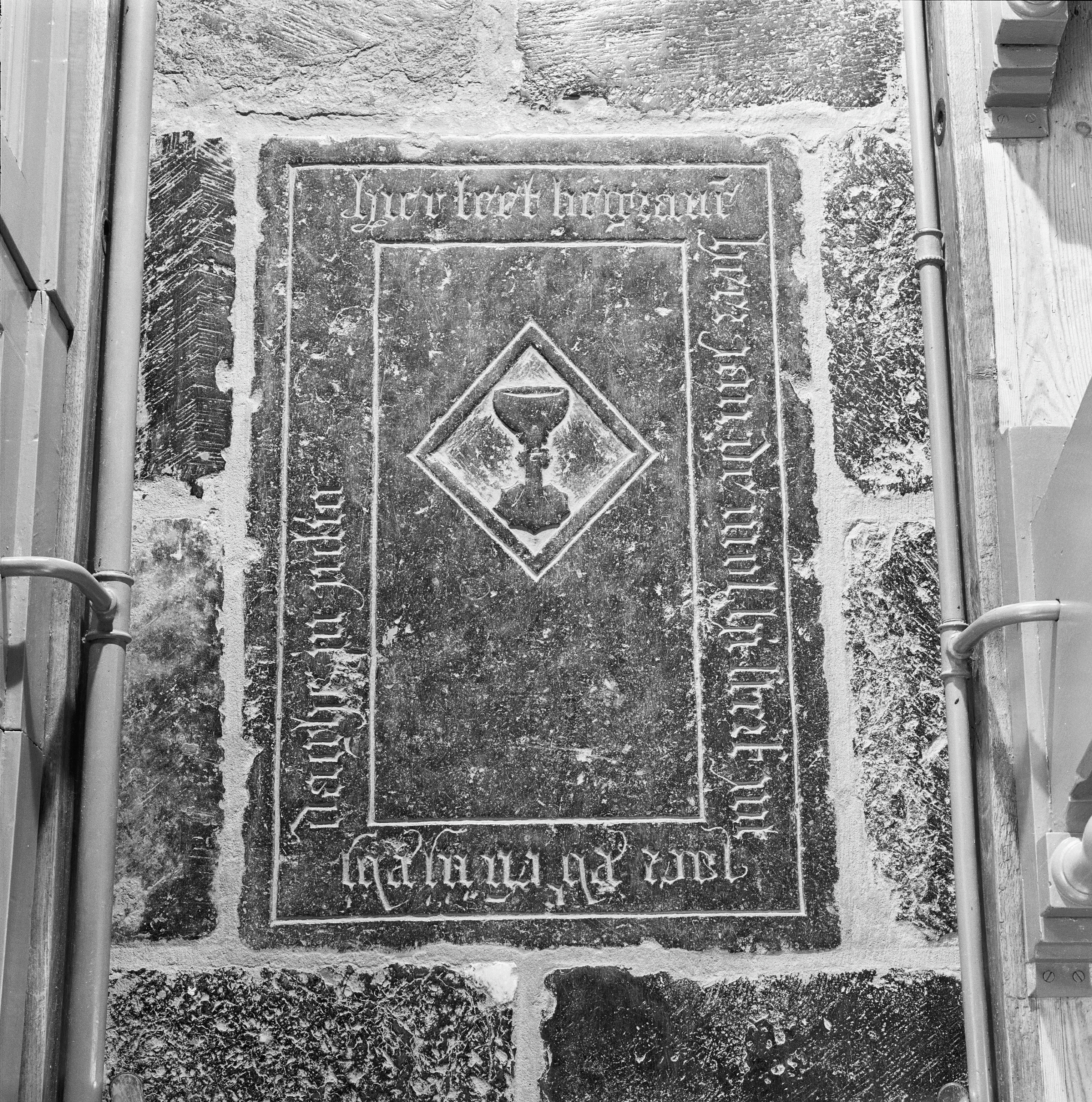
Grafzerk pastoor (te herkennen aan de miskelk)